# Gårenevslottet
Gårenevslottet är ett berg i Antarktis. Det ligger i Östantarktis. Norge gör anspråk på området. Toppen på Gårenevslottet är 2 590 meter över havet.
Terrängen runt Gårenevslottet är kuperad söderut, men norrut är den platt. Trakten är obefolkad. Det finns inga samhällen i närheten. 